# سوتيريس ليبروبولوس
سوتيريس ليبروبولوس (باليونانية: Σωτήρης Λυμπερόπουλος)‏ هو لاعب كرة قدم يوناني في مركز حراسة المرمى، ولد في 29 يونيو 1977 في فيلياترا في اليونان. شارك مع منتخب اليونان تحت 21 سنة لكرة القدم. أما مع النوادي، فقد لعب مع أريس تسالونيكي وأيك أثينا وإثنيكوس ونادي زانثي ونادي لوفيرواز.